# Playas de Portezuelos y de Riva de Pachón
Las Playas de Portezuelos y de Riva de Pachón se encuentran en el concejo asturiano de Gozón y pertenece a la localidad de Monteril. El grado de urbanización y de ocupación son altos y su entorno es industrial. El lecho tiene pequeñas zonas de arenas de grano fino y de color negro y bastentes escorias de este color. El motivo de tener este color, que está situada al abrigo del cabo Negro, se debe al aporte de material negro de la desembocadura de la ría que además es permanente. Las bajadas peatonales son muy difíciles. Los grados de urbanización y ocupación son muy bajos.
Para acceder a estas playas hay que localizar los núcleos más cercanos que es el de Monteril. El comienzo de los accesos a ambas playas es el mismo y es llamado Teleférico por la gente del lugar, que está situada en las cercanías de Monteril. Para Portezuelos no hay que desviarse peroal llegar a la Riva de Pachón se coge la pista que va hacia el este recorriendo unos 900 m y aparcar el vehículo en ese lugar. El acceso se encuentra con un firmre bastante deteriorado y con grandes rodadas debido al paso constante de camiones.
Hay unas zonas de distracción para andarines, no necesariamente expertos sino para gente normal, que son: el humedal del embalse de la Granda, la senda costera «PR-AS-25» que va desde el faro de San Juan de Nieva hasta el Cabo de Peñas. También están los restos de una sala de máquinas que está considerado «patrimonio industrial del concejo». Por seguridad, no se recomienda utilizar los vehículos para bajar a cualquiera de las dos playas.